# 虞察
虞察，三国时期孫吴政治、军事人物。会稽郡余姚（今余姚市西北）人。出自会稽虞氏，为虞喜、虞预之父。

## 生平
在东吴任征虏将军，东吴破国后，坚壁守城，拒不投降后殉国。传虞察为虞翻之子，但近年研究其并非虞翻直系后代，而是族亲。